# انتخابات سراسری بریتانیا (۲۰۱۰)

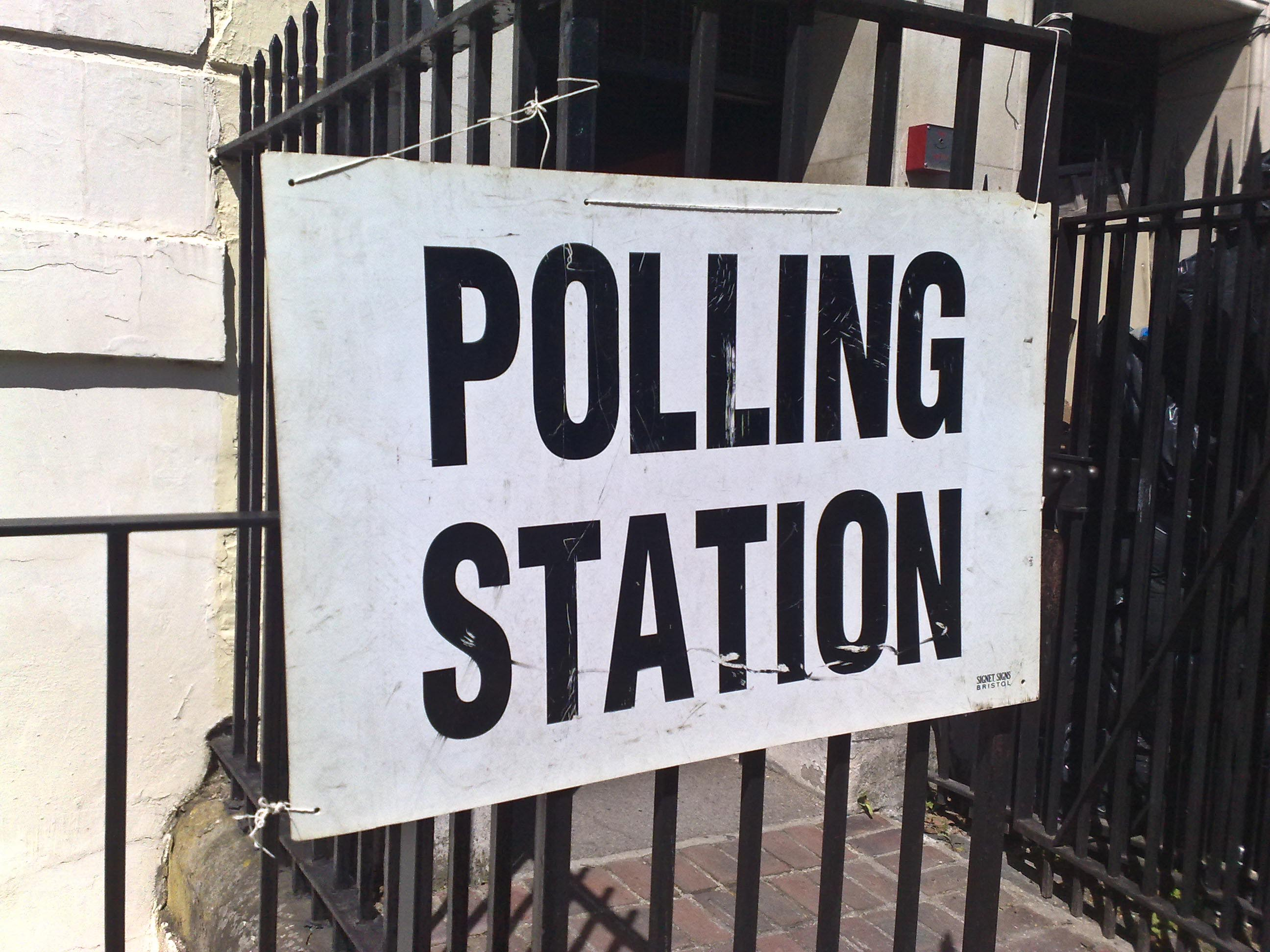
شعبه رای‌گیری

انتخابات سراسری بریتانیا در سال ۲۰۱۰ برای انتخاب ۶۵۰ نماینده پارلمان بریتانیا در ۶ مه برگزار شد. انتخابات قبلی در سال ۲۰۰۵ برگزار شده بود. زمان رای‌گیری از ساعت ۷ الی ۲۲ بود. انتخابات شوراهای محلی نیز در برخی از نقاط همزمان با این انتخابات برگزار شد.
حزب کارگر که حزب حاکم به شمار می‌رفت در پی ادامه این امر بود. حزب محافظه‌کار به دنبال انتخاب به عنوان حزب حاکم و پیروزی در انتخابات بودند. لیبرال دموکرات‌ها نیز به دنبال کسب کرسی‌های بیشتر در پارمان و ایجاد توازن قدرت در آن بودند.

## نتایج
حزب محافظه‌کار در این انتخابات توانست بر رقیب خود حزب کارگر پیشی بگیرد. این حزب ۳۰۶ کرسی مجلس عوام را در اختیار گرفت. ولی این میزان برای حزب حاکم شدن کافی نبود. به همین دلیل پس از ۴۰ سال پارلمان بریتانیا به صورت پارلمان معلق درآمد.
| حزب سیاسی        | کرسی | کرسی به دست آمده | کرسی از دست رفته | تغییر | درصد | آرا        |
| ---------------- | ---- | ---------------- | ---------------- | ----- | ---- | ---------- |
| محافظه‌کار        | ۳۰۶  | ۱۰۰              | ۳                | ۹۷+   | ۳۶٬۱ | ۱۰٬۷۰۶٬۶۴۷ |
| کارگر            | ۲۵۸  | ۳                | ۹۴               | ۹۱-   | ۲۹٬۰ | ۸٬۶۰۴٬۳۵۸  |
| لیبرال دموکرات‌ها | ۵۷   | ۸                | ۱۳               | ۵-    | ۲۳٬۰ | ۶٬۸۲۷٬۹۳۸  |

## مذاکره احزاب
نیک کلگ رهبر حزب لیبرال دموکرات‌ها در روز ۸ مه با نمایندگان این حزب وارد مذاکره شد تا به آنها پیشنهاد شریک شدن در حکومت با حزب محافظه‌کار را در میان بگذارد. اعضای حزب نیز با نظر رئیس حزب در مورد تشکیل دولت ائتلافی به همراه حزب محافظه‌کار موافقت کردند. این حزب برای مذاکره پیش شرط‌هایی همچون تغییر نظام انتخاباتی در بریتانیا را مطرح کرده است.
در روز ۸ مه دیوید کامرون و نیک کلگ هفتاد دقیقه ملاقات خصوصی برای تشکیل دولت ائتلافی داشتند. آقای کامرون اعلام نمود که برای ائتلاف با لیبرال دموکرات‌ها مجبور است امتیازاتی به آنها بدهد.

## استعفای براون
گوردون براون پس از اینکه مذاکرات حزب کارگر با لیبرال دموکرات‌ها به شکست انجامید اعلام نمود که از رهبری حزب کارگر و همچنین سمت نخست وزیری استعفا می‌دهد. او استعفایش را تسلیم کاخ باکینگهام نمود.

## نخست‌وزیری کامرون
پس از استعفای براون، دیوید کامرون، رهبر حزب محافظه‌کار از جانب ملکه الیزابت دوم به عنوان نخست وزیر بریتانیا انتخاب شد.